# Archikatedra Niepokalanego Poczęcia Najświętszej Marii Panny w Hawanie
Archikatedra Niepokalanego Poczęcia Najświętszej Marii Panny (hiszp. Catedral de la Virgen María de la Concepción Inmaculada de La Habana) – rzymskokatolicka archikatedra w Hawanie, stolicy Kuby. Jest siedzibą katolickiego arcybiskupa San Cristobal de la Habana i głównym kościołem archidiecezji San Cristobal de la Habana. Obecnym biskupem diecezjalnym jest kardynał Jaime Ortega. 
Archikatedra jest najbardziej wyróżniającą się budowlą na Placu Katedralnym (Plaza de la Catedral), położonym na starym mieście w Hawanie.

## Elementy architektoniczne
Kościół uważany jest za jeden z nielicznych przykładów barokowej architektury sakralnej z cechami asymetrycznymi (prawa wieża jest szersza od lewej), z elementami porządku toskańskiego. Sam budynek jest wykonany głównie z koralu, który został wycięty wraz z dużą ilością skał rafy koralowej, znalezionej na dnie zatoki meksykańskiej. Przy bliższym przyjrzeniu, w ścianie zewnętrznej elewacji można znaleźć zachowane skamieniałości morskie. 
Fasada została zaprojektowana na sposób asymetryczny, co jest najbardziej widoczne w wieżach fasady. W prawej dzwonnicy (szerszej) zamontowane zostały dwa dzwony, odlane ze stopu złota, srebra i brązu, co nadaje im delikatniejszy i "słodszy" ton dźwięku. 

## Historia
Archikatedra Niepokalanego Poczęcia Najświętszej Marii Panny w Hawanie zbudowana została w XVIII wieku, w czasie kiedy coraz więcej rdzennych mieszkańców Kuby zaczęło przyjmować katolicyzm. Do jej powstania w znaczący sposób przyczynił się ówczesny biskup diecezji Santiago de Cuba (obecnie archidiecezji), bp Diego Evelino Hurtado de Compostela, który poprzez regularnie i niezłomne pisanie petycji i próśb o pozwolenie na budowę kościoła, ostatecznie owo pozwolenie uzyskał. W 1727 roku zatwierdzono plany architektoniczne kościoła i klasztoru, i przystąpiono do rozpoczęcia budowy. 
W 1748 roku, w miejscu starego kościoła rozpoczęto budowę nowego, która to budowa zakończyła się w 1777 roku. 
W latach 1946−1949, pod kierunkiem kubańskiego architekta Cristobala Martineza Marqueza, przeprowadzono modernizację kościoła. Polegała on na przeprowadzeniu dość skomplikowanych, jak na owe czasy, procedur architektonicznych, mających na celu nadaniu kościołowi bardziej otwartego, ale i wzniosłego charakteru, i jednocześnie wpuszczenia więcej światła i poprawienia wentylacji. 

## Galeria

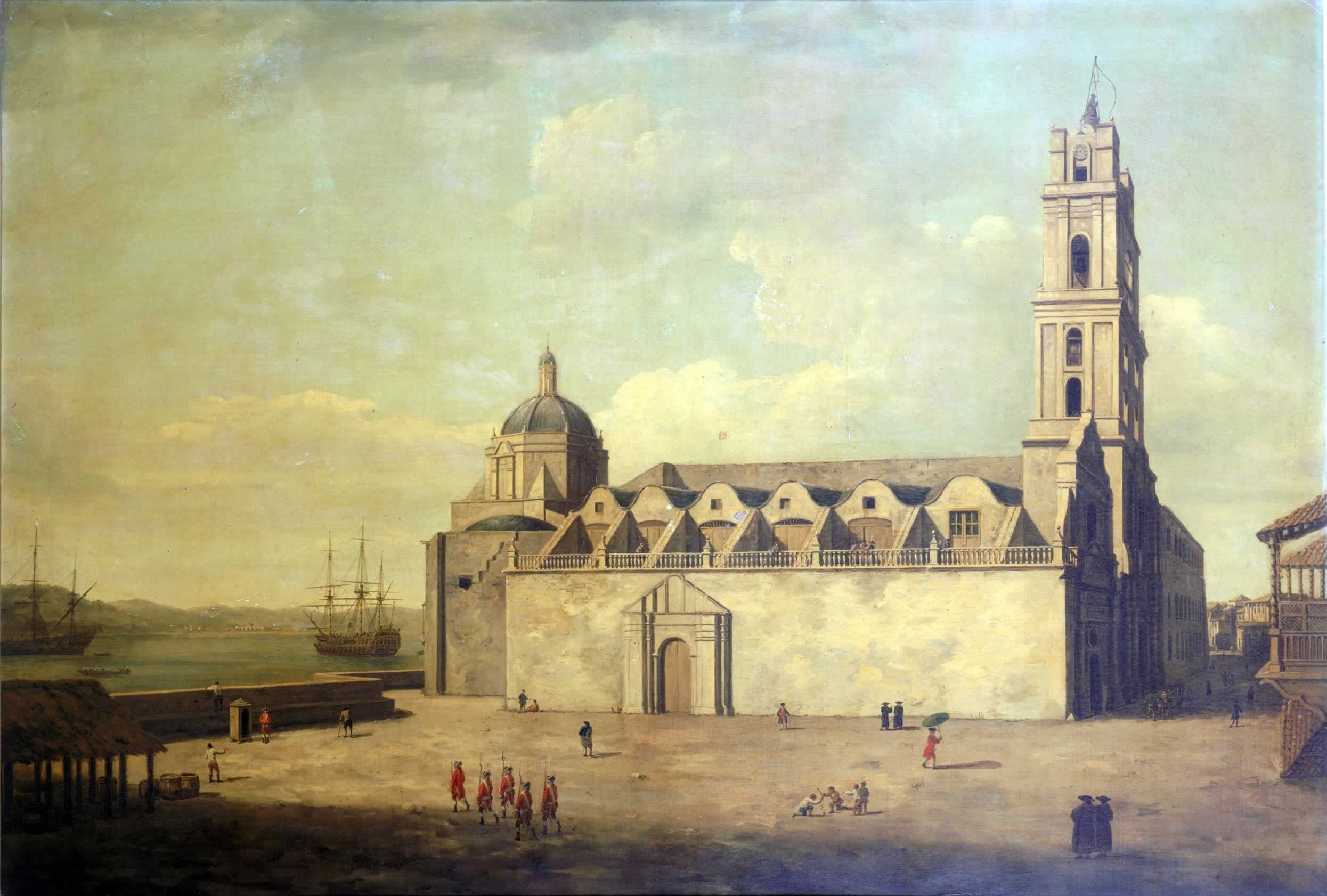
Archikatedra w Hawanie w 1762 roku, podczas okupacji brytyjskiej, pędzla Dominica Serresa.
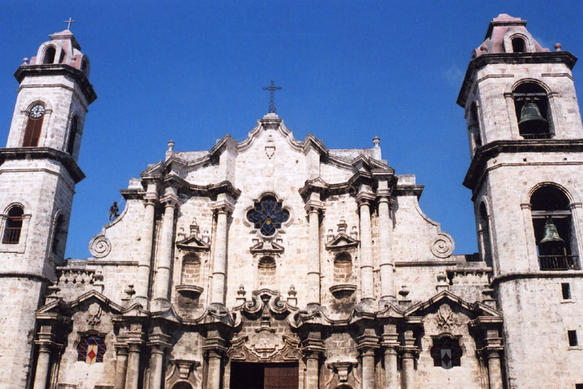
Archikatedra w Hawanie.
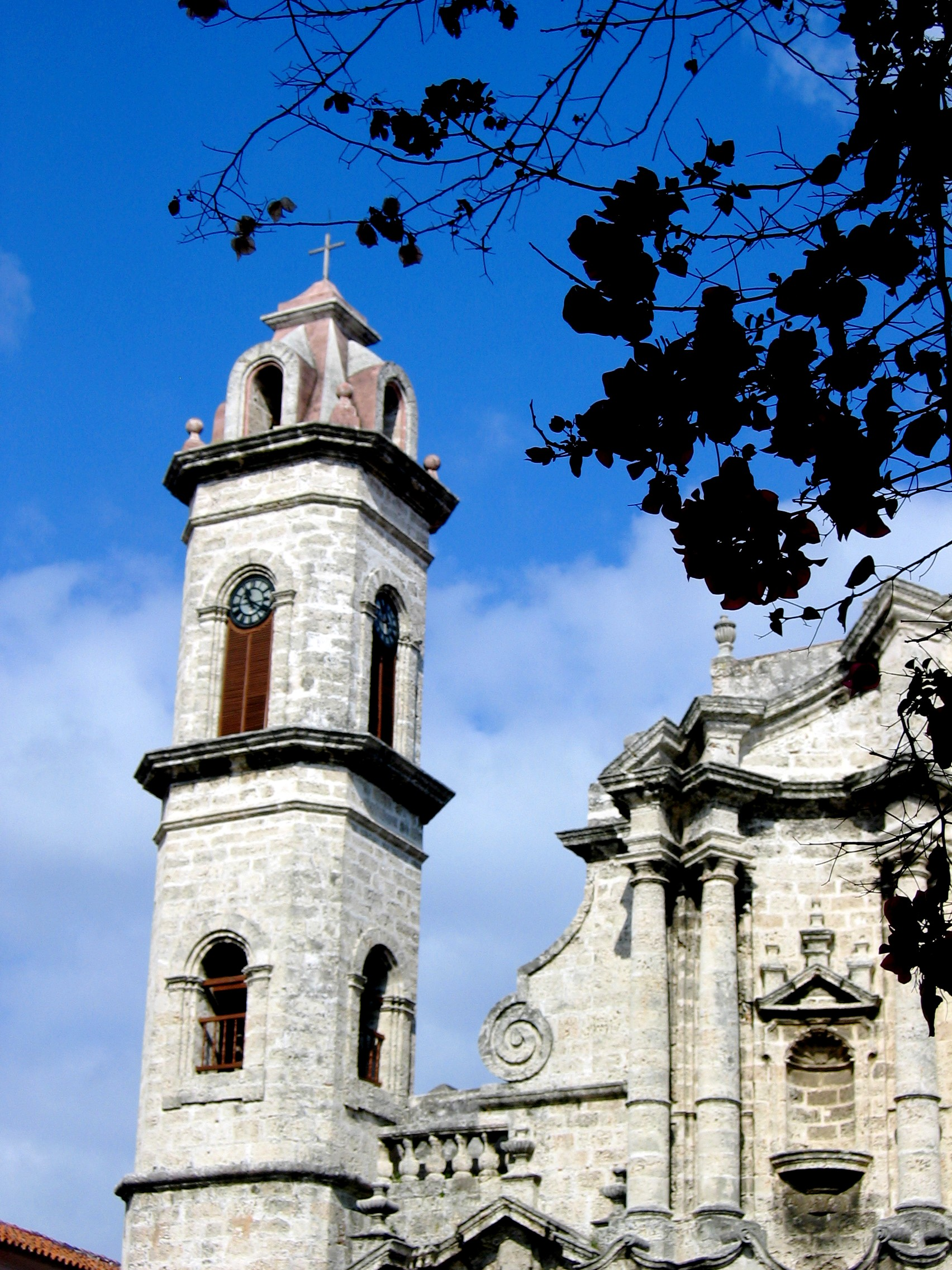
Wieża archikatedry z zegarem (lewa).
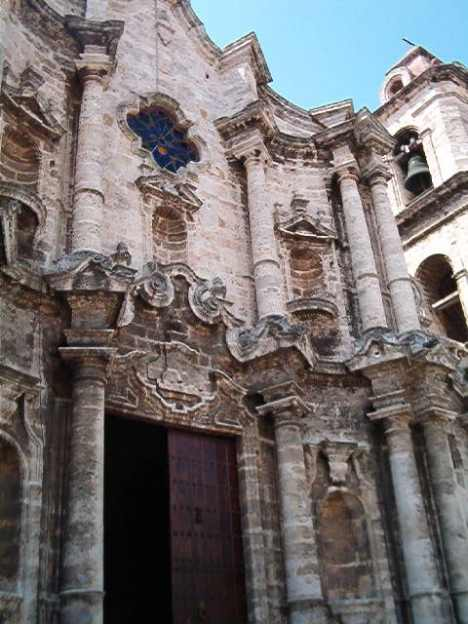
Fasada archikatedry.
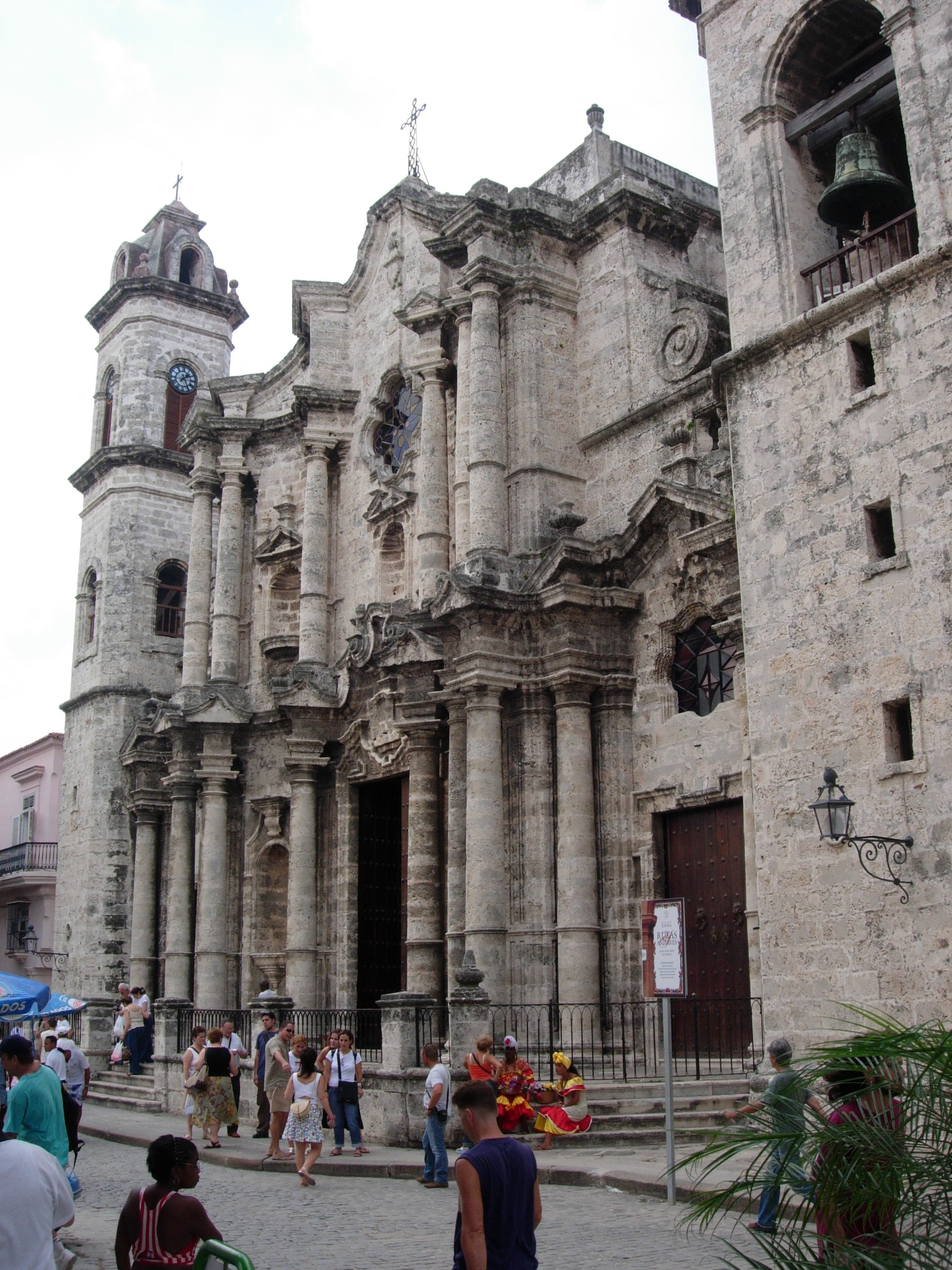
Widok na fasadę archikatedry z prawej strony.
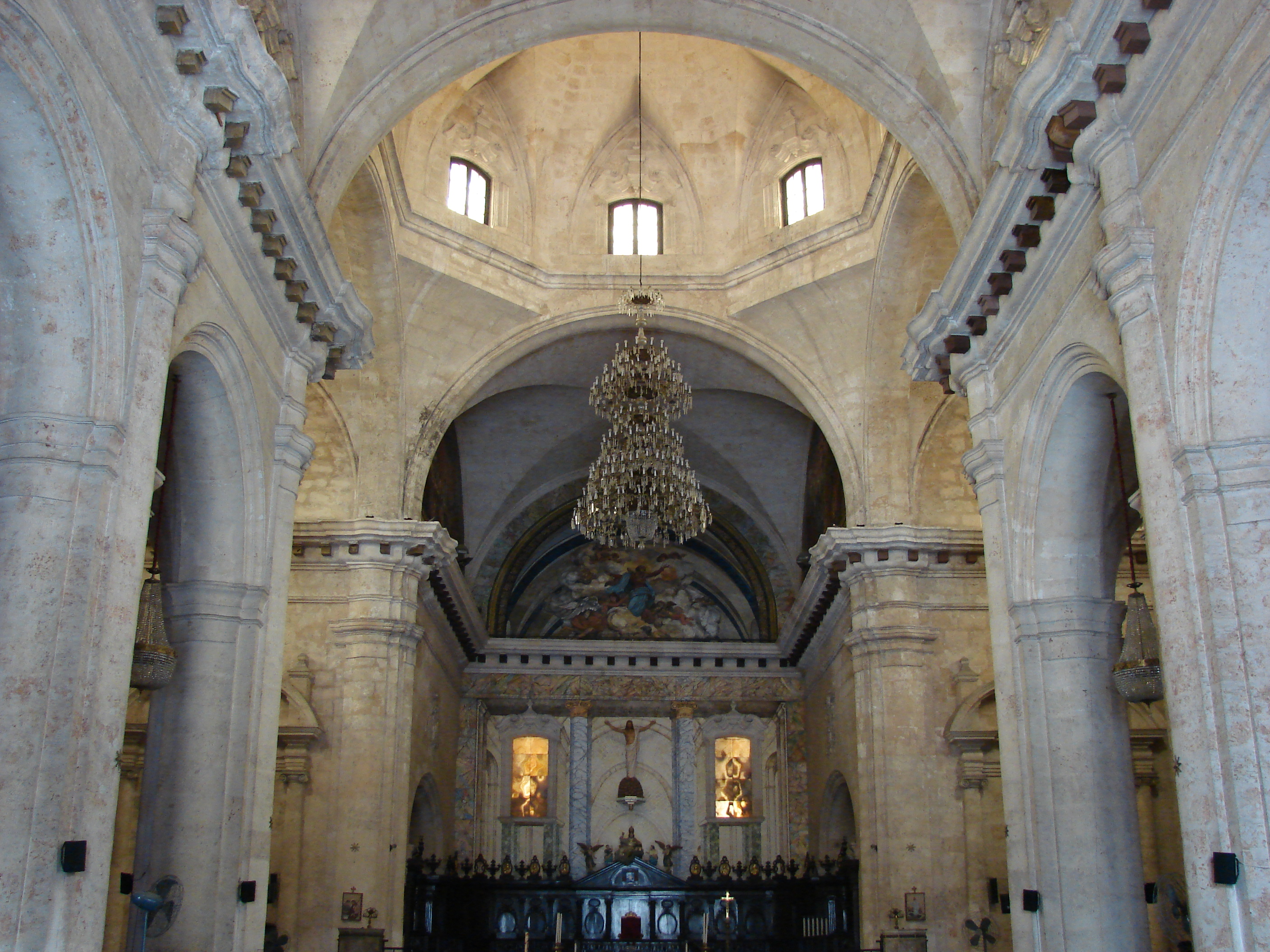
Freski znajdujące się w archikatedrze.
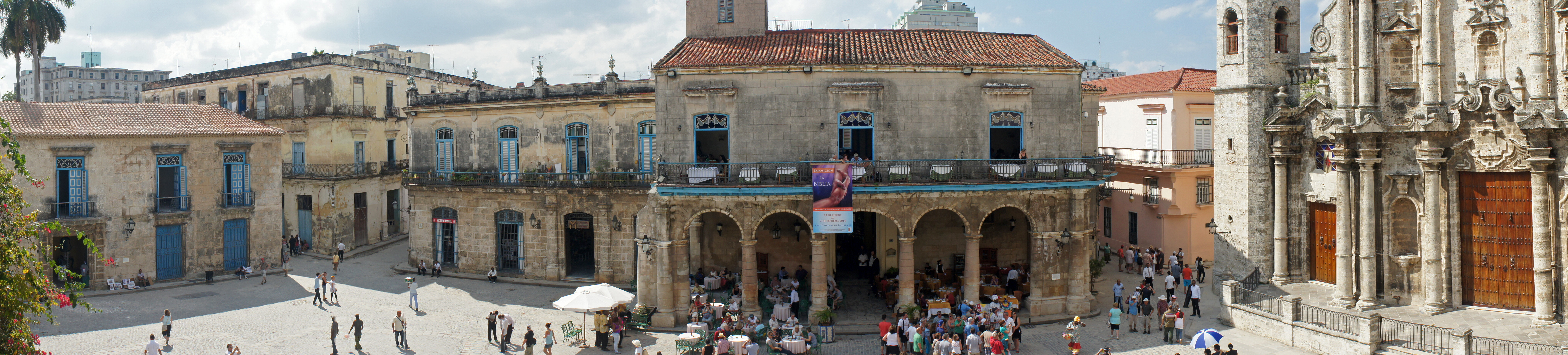
Widok na plac katedralny.
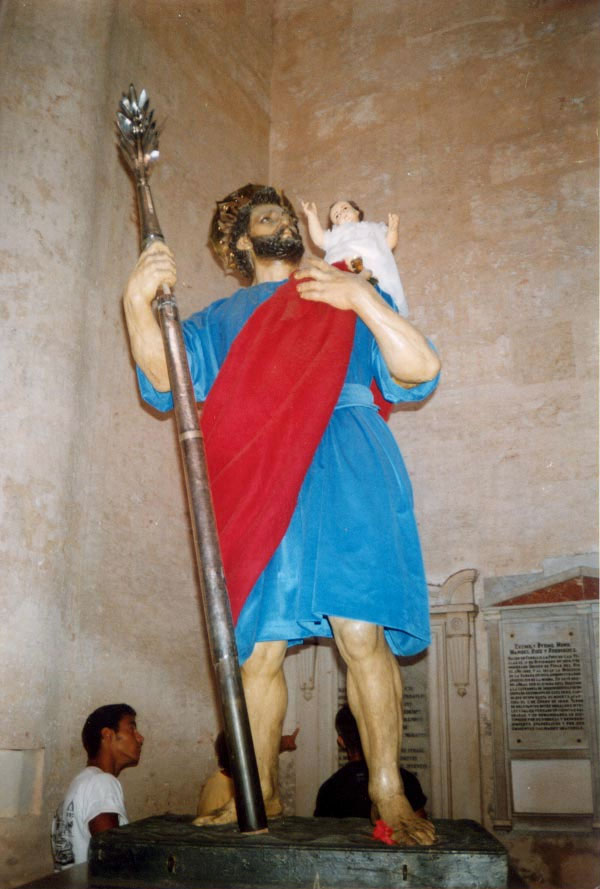
Figura św. Krzysztofa.